# Kyjevský přízrak

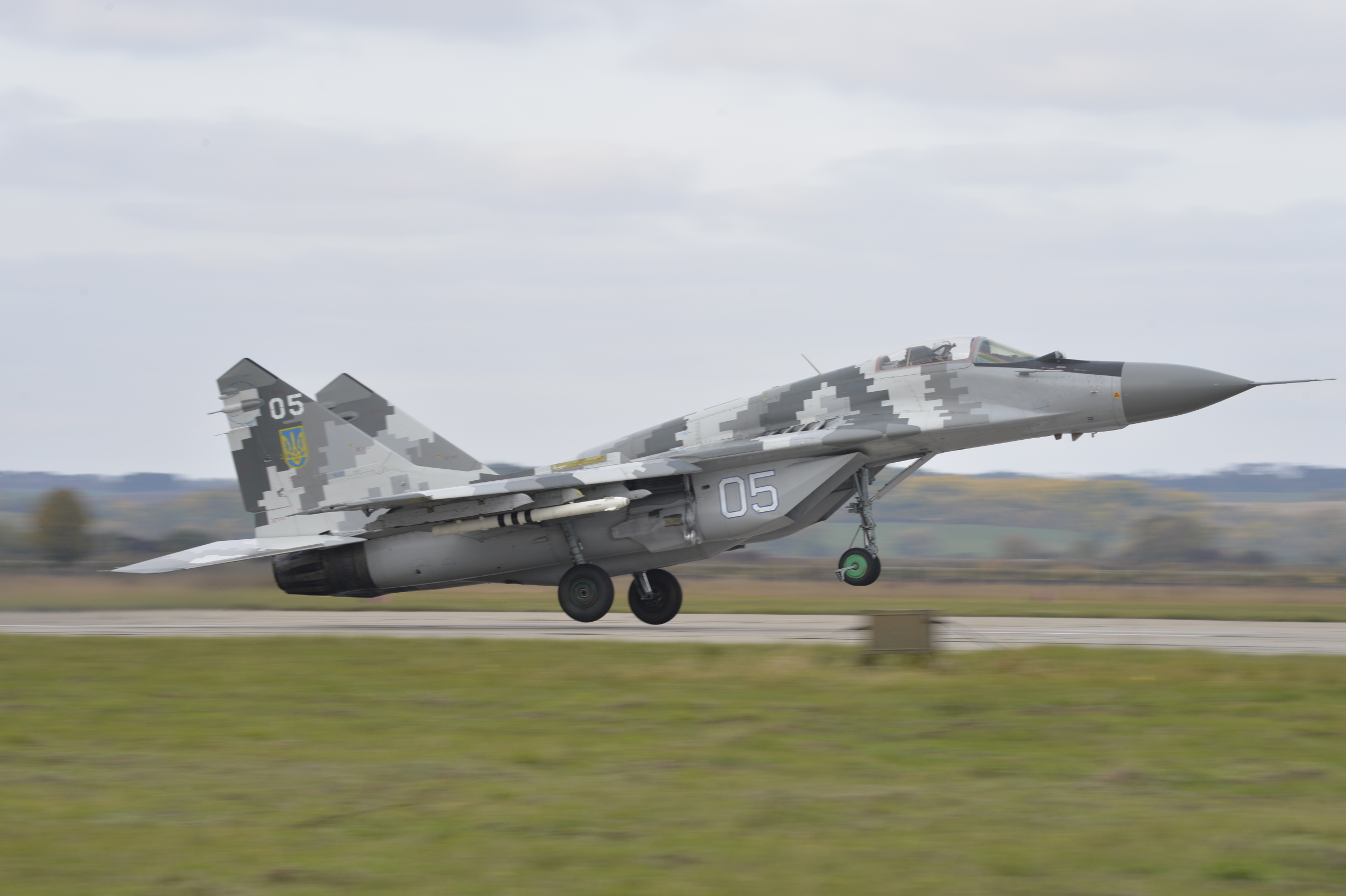
MiG-29 Ukrajinského letectva (ilustrační snímek)

Kyjevský přízrak (ukrajinsky Привид Києва), někdy též překládáno jako Duch z Kyjeva nebo Duch Kyjeva, je městská legenda rozšířená zejména během počátku ruské invaze na Ukrajinu v roce 2022.

## Historie
Na sociálních sítích se začala hojně šířit videa ze stíhaček na Ukrajině z prvního dne ruské invaze, 24. února 2022, na nichž se tvrdí, že jeden pilot sestřelil několik ruských stíhaček. Možný či legendární pilot letounu MiG-29, kterému ukrajinská veřejnost dala přezdívku „Kyjevský přízrak“, údajně během prvních 30 hodin invaze vyhrál šest vzdušných soubojů na kyjevském nebi. Uvádí se, že šlo o dvě letadla Su-35, dvě Su-25, Su-27 a MiG-29. V takovém případě by se bylo jednalo o první zaznamenané stíhací eso 21. století a zároveň o eso jednoho dne.
Ukrajinské ministerstvo obrany v prvotní reakci na svých sociálních sítích nepopřelo existenci Kyjevského přízraku a naopak předestřelo, že by se mohlo jednat o jednoho z desítek zkušených pilotů vojenské zálohy, kteří se po napadení Ukrajiny Ruskem urychleně vrátili do ozbrojených sil. Tehdejší ukrajinský vrchní velitel Valerij Zalužnyj prostřednictvím Facebooku potvrdil sestřelení nejméně šesti ruských letadel a dvou helikoptér v první den bojů na Ukrajině.

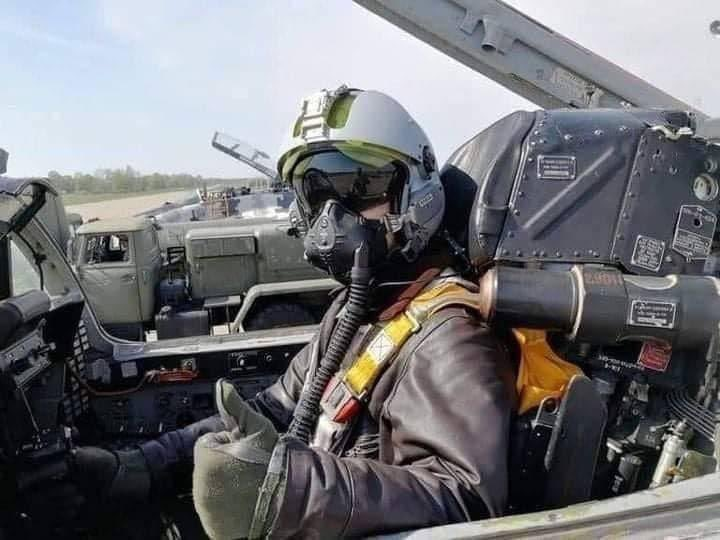
Fotografie údajného Kyjevského přízraku sdílená bývalým ukrajinským prezidentem Petrem Porošenkem

Bývalý ukrajinský prezident Petro Porošenko později zveřejnil na Twitteru fotografii pilota stíhačky a tvrdil, že jde o ducha z Kyjeva, který byl podle Porošenka skutečný. Později bylo odhaleno, že jde o tři roky starou fotografii pilota Vladimira Abdonova, pořízenou ukrajinským ministerstvem obrany během testovacího letu.
Zprávy o Kyjevském přízraku se objevily i v dalších dnech. Dne 27. února oznámila Ukrajins'ka pravda, že Kyjevský přízrak má na kontě již deset sestřelených nepřátelských letadel. Dne 7. března mu bylo připsáno sestřelení střely s plochou dráhou letu, mířící na obytnou čtvrť, a tím i bezprostřední záchrana mnoha životů.
Dne 12. března 2022 zveřejnil fotografii pilota MiGu-29, údajného Kyjevského přízraku, generální štáb ukrajinských ozbrojených sil spolu se vzkazem: "Привіт, російський нелюде, я лечу по твою душу!", - Привид Києва. / "Hello, russian villain, I'm flying for your soul!" - the Ghost of Kyiv. / „Ahoj, ruský darebáku, letím pro tvou duši,“ — Kyjevský duch[zdroj?]
Dne 30. dubna nejvyšší velení ukrajinských leteckých sil v rámci vyvrácení několika falešných zpráv o probíhajících bojích uvedlo, že Kyjevský přízrak je "legenda vytvořená Ukrajinci" a spíše kolektivním obrazem pilotů 40. brigády letectva. Ve stejném prohlášení vyvrátilo i kolující informaci, že Kyjevským přízrakem měl být major Stepan Karabalka, který měl údajně sestřelit 40 letadel a který ve skutečnosti padl během bojů 13. března 2022.

## Morální stav

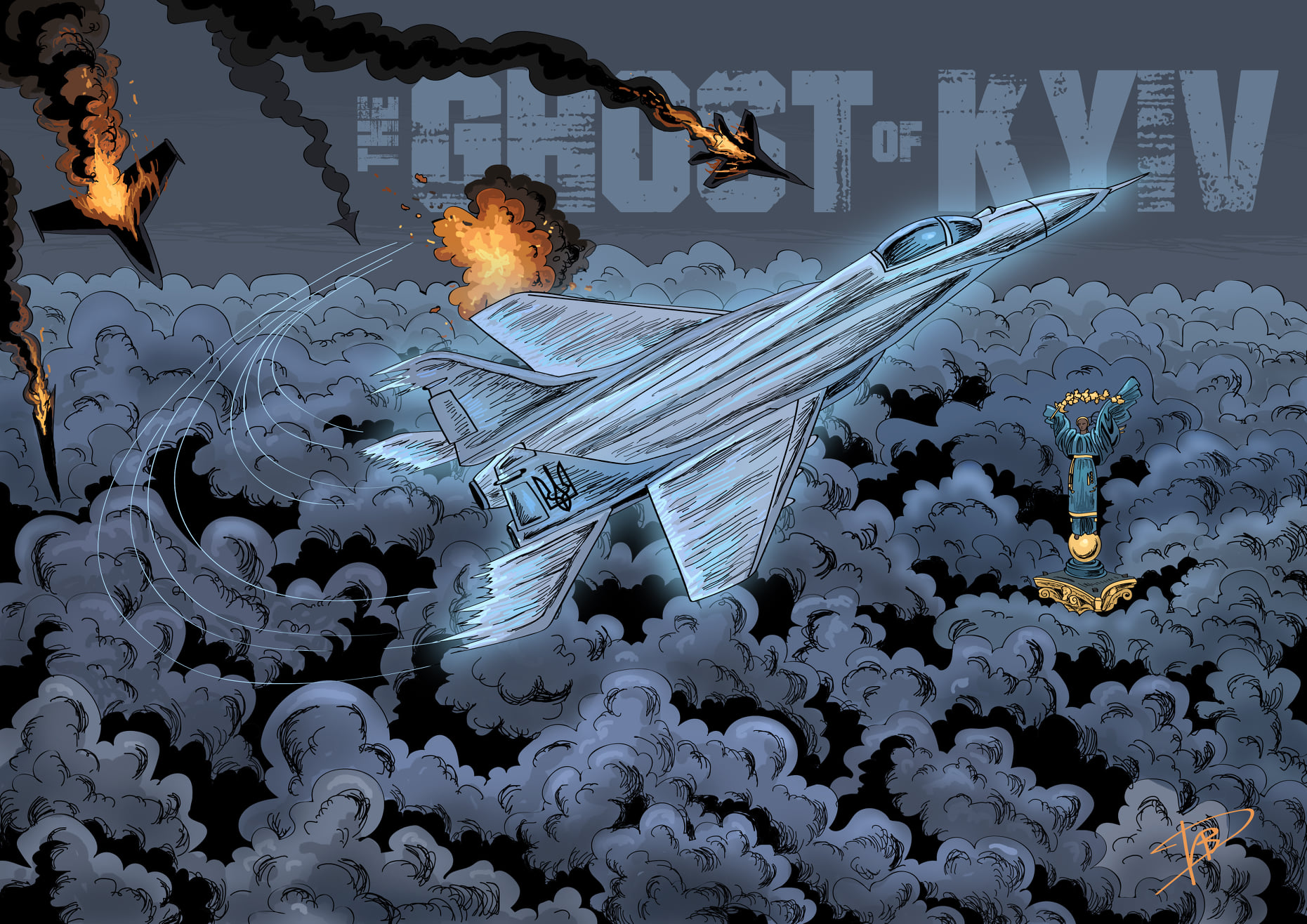
Fan art Kyjevského přízraku

Kyjevský přízrak je považován za morální vzpruhu Ukrajinců, která má posílit optimismus tváří v tvář ruské invazi. Městská legenda pravděpodobně není záměrným výtvorem, příběhy sdíleli běžní Ukrajinci na sociálních sítích ještě předtím, než se o pilotovi v pravidelných aktualizacích zmínily oficiální účty ukrajinských médií.
Počítačově generované záběry souboje a sestřelení letounu, v nichž vystupuje Kyjevský přízrak, byly vytvořeny ve videohře Digital Combat Simulator v roce 2013 a nahrány uživatelem YouTube. Nahrávající v popisu otevřeně uvedl, že záběry nejsou skutečné a jsou pouze poctou Duchovi z Kyjeva, ať už skutečnému, nebo falešnému, aby pokračoval v boji. Video bylo také sdíleno oficiálním twitterovým účtem Ozbrojených sil Ukrajiny. Video bylo poté nahráno na Twitter a široce se rozšířilo, přičemž web Snopes objasnil, že se jedná o přiznanou simulaci, která byla při sdílení dalšími stránkami nesprávně označena za reálné záběry.
Portál Task & Purpose tvrdil, že ačkoli je velmi nepravděpodobné, že by došlo k celkem šesti sestřelům ze vzduchu, vzhledem k jejich vzácnosti v 21. století a silné protiraketové obraně Ukrajiny je Kyjevský přízrak „dostatečně reálný“ jako duch Ukrajinců. Tom Demerly z The Aviationist tvrdil, že Duch Kyjeva je „příkladem bizarního zkreslení... umocněného válečným chaosem“.
Podobně jako v případě Kyjevského ducha se 26. února 2022 na sociálních sítích objevily zprávy o vojákovi ukrajinských pozemních sil přezdívaném Ukrajinský žnec, který údajně jen v boji zabil přes dvacet ruských vojáků.
Dne 24. srpna 2024, při příležitosti oslav Dne nezávislosti Ukrajiny, udělil prezident Zelenskyj čestné pojmenování „Kyjevský přízrak“ 40. brigádě taktického letectva.